# Brzustowiec
Brzustowiec (prononciation [bʐusˈtɔvjɛt͡s]) est un village de la gmina de Drzewica, du powiat d'Opoczno, dans la voïvodie de Łódź, situé dans le centre de la Pologne.
Il se situe à environ 2 kilomètres au sud-ouest de Drzewica (siège de la gmina), 14 kilomètres au nord-est d'Opoczno (siège du powiat) et 79 kilomètres au sud-est de Łódź (capitale de la voïvodie).
Sa population s'élevait à 802 habitants en 2006.

## Administration
De 1975 à 1998, le village était attaché administrativement à l'ancienne voïvodie de Radom.

Depuis 1999, il fait partie de la nouvelle voïvodie de Łódź.